# اسپانیا در المپیک تابستانی ۱۹۶۰

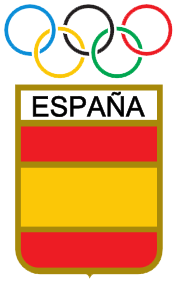
ترکیب نشان المپیک در کنار پرچم اسپانیا گویای رویداد المپیک در گرمای تابستان

اسپانیا در بازی‌های المپیک تابستانی ۱۹۶۰ که در شهر رم برگزار شد، کاروان اسپانیا با ۱۴۴ ورزشکار در این رقابت‌ها شرکت کرد و موفق به کسب ۱ مدال (۰ طلا، ۰ نقره، ۱ برنز) شد. در جدول رتبه‌بندی توزیع مدال‌ها، اسپانیا در ردهٔ ۴۱ مسابقات قرار گرفت.